# Serie A1 1980/81
Die Saison 1980/81 war die 47. Spielzeit der höchsten italienischen Eishockeyspielklasse „Serie A1“ (heute „Serie A“). Meister wurde zum insgesamt vierten Mal in der Vereinsgeschichte der HC Gherdëina.

## Modus
Die acht Mannschaften absolvierten eine gemeinsame Hauptrunde, deren Erstplatzierter Meister wurde. Für einen Sieg erhielt jede Mannschaft zwei Punkte, bei einem Unentschieden gab es einen Punkt und bei einer Niederlage null Punkte.

## Hauptrunde

### Tabelle
|    | Klub          | Punkte |
| -- | ------------- | ------ |
| 1. | HC Gherdëina  | 50     |
| 2. | HC Bozen      | 49     |
| 3. | HC Bruneck    | 32     |
| 4. | SG Cortina    | 27     |
| 5. | HC Meran      | 24     |
| 6. | HC Alleghe    | 21     |
| 7. | Asiago Hockey | 17     |
| 8. | HC Valpellice | 4      |

Sp = Spiele, S = Siege, U = unentschieden, N = Niederlagen, OTS = Overtime-Siege, OTN = Overtime-Niederlage, SOS = Penalty-Siege, SON = Penalty-Niederlage

## Meistermannschaft
Lucion Brugnoli – James Corsi – Paul Demetz – Herbert Fill – Herbert Frisch – Kim Gellert – Heini Goller – Norbert Goller – Guido Grossrubatscher – Adolf Insam – Ivo Insam – Fabrizio Kasslatter – Erwin Kostner – Günther Mussner – Guido Paur – Roland Perathoner – Rudi Pescosta – Viktor Pescosta – Egon Schenk – Roland Stuffer – Guido Vinatzer; Trainer: Ron Ivany